# ویسکی مالت

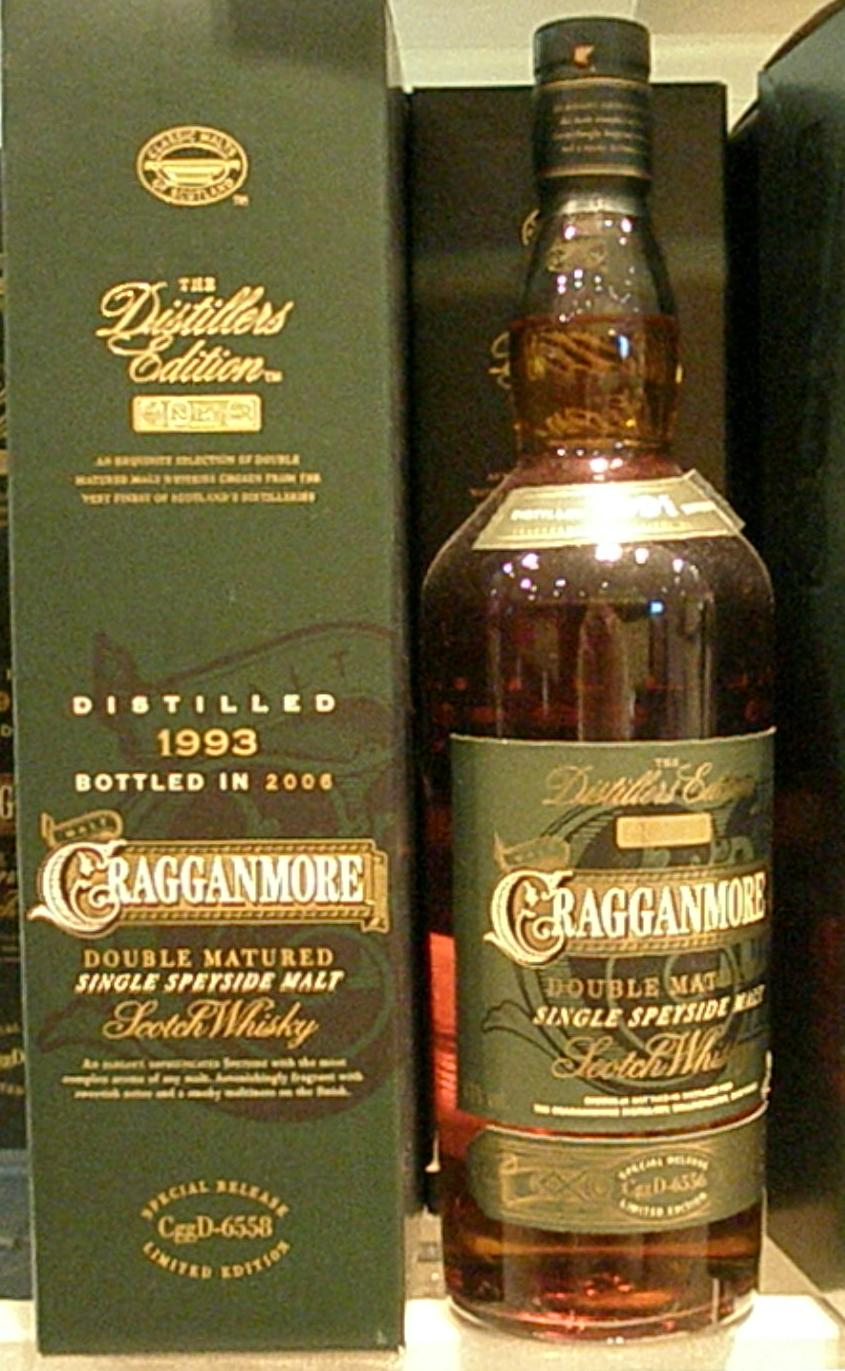
یک بطری ویسکی مالت

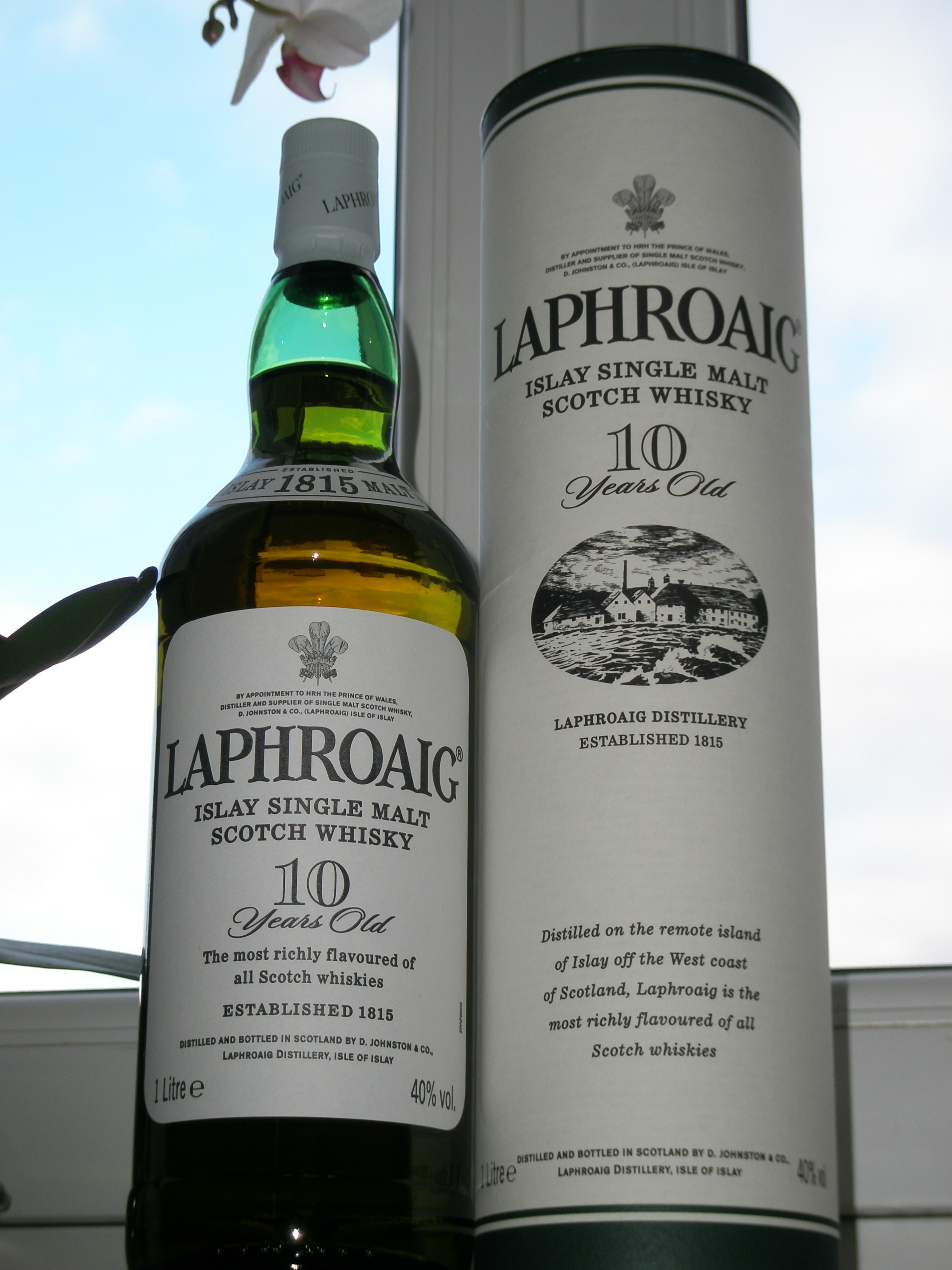
یک بطری ویسکی مالت

ویسکی مالت (به انگلیسی: Malt whisky) نوعی ویسکی است که برای تهیه آن از دانه‌های مالت شده غلات برای تخمیر استفاده می‌کنند. ویسکی مالت معمولاً از دانه‌های جو مالت شده ساخته می‌شود.